# Cinclode de Taczanowski
Espèce
Statut de conservation UICN

 LC  : Préoccupation mineure
Le Cinclode de Taczanowski (Cinclodes taczanowskii) est une espèce de passereaux de la famille des Furnariidae.

## Répartition
Le Cinclode de Taczanowski est endémique du Pérou. Il se rencontre sur les côtes rocheuses, au centre et dans le Sud du pays.

## Systématique
Le nom valide complet (avec auteur) de ce taxon est Cinclodes taczanowskii Berlepsch & Stolzmann, 1892.
Ce taxon porte en français le nom vernaculaire ou normalisé suivant : Cinclode de Taczanowski. Il est aussi appelé Cinclode maritime ou Cinclode des rivages[réf. nécessaire].

### Étymologie
Son épithète spécifique, taczanowskii, lui a été donnée en l'honneur de l'ornithologue polonais Wladyslaw Taczanowski (1819-1890).